# Charles Westmoreland
Charles Westmoreland est un personnage fictif du feuilleton télévisé Prison Break interprété par Muse Watson.

## Biographie fictive

### Westmoreland avant Prison Break
Charles Westmoreland est l'un des détenus ayant le plus d'ancienneté à la prison de Fox River, purgeant sa peine depuis 32 ans. La plupart des gens, dont Michael Scofield, en viennent à croire qu'il est peut-être le fameux pirate de l'air D. B. Cooper, ce que Westmoreland nie continuellement. Une vieille clause dans la politique de la prison l'autorise à garder un chat gris nommé "Marilyn". Le DOC a régulièrement essayé de transférer Westmoreland vers d'autres installations, mais ce transfert impliquerait une séparation entre Charles et Marilyn. Il en résulte que Westmoreland devient un adepte de l'utilisation des failles légales, dans le but d'empêcher son transfert.

### Événements de la saison 1
Un homme relativement calme et gentil, Westmoreland fait très attention à rester en dehors des affaires des autres, dont la tentative d'évasion de Michael, en dépit des efforts de celui-ci pour l'intégrer dans l'équipe.
Le capitaine Brad Bellick et lui se vouent un respect mutuel depuis plusieurs années jusqu'à ce que Westmoreland refuse de dire ce qu'il sait du meurtre d'un garde devant sa cellule durant l'émeute dans la prison. Peu après, Westmoreland trouve Marilyn morte dans sa cellule. Il se venge calmement en mettant le feu à la salle de pause des gardiens, en y allumant une cigarette de Brad Bellick, ce qui pourrait être faute de négligence de la part de Bellick, comme étant à l'origine de l'incendie. C'est cet acte qui permet à Michael et à l'équipe du TP (travaux pénitentiaires)  d'accéder à cette salle pour pouvoir creuser un trou indispensable à leur évasion.
En apprenant qu'il ne serait autorisé à rendre visite à sa fille en stade terminal qu'après sa mort, Westmoreland devient désespéré au point de vouloir s'évader, dans le but de voir sa fille une dernière fois. Il avoue finalement qu'il est bien D. B. Cooper en montrant à Michael un billet de 100 $ dont le numéro de série concorde avec celui du premier billet du légendaire vol.
Westmoreland attaque Bellick lorsqu'il découvre le trou creusé par l'équipe dans la salle de pause des gardiens. Il parvient à enfermer Bellick dans le trou en lui attachant les mains. mais est grièvement blessé par un bout de verre. Lors de l'évasion, il s'effondre dans l'infirmerie à cause de sa perte de sang. Il dit alors à Michael de continuer sans lui, mais pas sans lui révéler le lieu où est caché son argent. Il a également le temps d'avouer que la somme enterrée est en réalité de 5 millions de dollars, bien plus que le million généralement supposé.
Il est retrouvé mort un peu plus tard par Henry Pope. Sa fille décédera à son tour la semaine suivante, bien qu'elle n'apparaisse pas dans la série.
Au fil des épisodes, Charles Westmoreland est devenu de moins en moins solitaire. Il s'est notamment  rapproché de C-Note, un membre de l'équipe d'évasion, avec qui il partage la même volonté de revoir leurs familles respectives. Mais de tous les prisonniers qu'il côtoie, Michael est celui qu'il apprécie le plus. Sans doute parce que c'est lui qui peut lui permettre de revoir sa fille mourante mais également comme Muse Watson l'explique dans une interview: « En ce qui concerne les autres prisonniers, j’ai du respect pour Michael. J’ai toujours pensé que Westmoreland avait l’impression que Michael était une version améliorée de lui-même, une sorte de fils spirituel. Il est intelligent, loyal, et minutieux dans ce qu’il entreprend. ». C'est d'ailleurs à Michael que Westmoreland choisit de révéler les informations sur l'argent caché

## Apparitions
Westmoreland est un personnage récurrent de la première saison, apparaissant dans la plupart des épisodes. Le personnage meurt dans Le Grand Soir mais apparaît brièvement dans l'épisode final de la première saison.
Dans la deuxième et troisième saison, divers flashbacks et citation de Westmoreland sont utilisés.
Dans l'épisode 15 de la saison 4, Scofield, pendant son opération, a des hallucinations, et croit se retrouver dans une cellule de Fox River avec Westmoreland afin de trouver le réel but du Cartel.

## L'argent de Westmoreland (Saison 2)

### Une longue quête
Après la mort de Charles, la quête de son argent caché dans l'Utah est une des principales intrigues de la saison 2. Après s'être séparés le lendemain de l'évasion, la majorité des fugitifs se retrouvent à Tooele pour retrouver les cinq millions de dollars cachés par Charles au Ranch "Double K" sous un silo, n'ayant pas d'autres solutions pour le moment. Mais le terrain en question est devenu un lotissement. Les deux frères et l'Acrobate sont contraints de faire équipe avec T-Bag qui seul connait l'emplacement de l'argent depuis qu'il a détruit le plan du terrain non sans avoir mémorisé et tous se font passer pour des techniciens chez une dame pour creuser le sol du garage et récupérer le magot qui se trouve en dessous. Mais ils sont rejoints rapidement par Sucre et C-Note. Néanmoins, T-Bag, étant handicapé d'une main, ne participe pas et s'occupe de la propriétaire et la prend en otage avec sa fille policière.
Alors qu'ils creusent (observés par T-Bag), l'Acrobate est envoyé faire de l'essence mais se fait arrêter, puis froidement exécuter par Mahone, tandis que Lincoln s'en va rejoindre son fils qui vient de sortir de prison dans l'Arizona. Alors que les fugitifs encore présents ont fini de creuser, Sucre se met à menacer les autres dans le but de les doubler et de partir avec l'argent sans partager. À la suite de cela, T-Bag s'enfuit avant que C-Note et Michael ont pu le livrer à la police et chacun repart de son côté. Quelques instants plus tard, Michael retrouve Sucre comme si de rien n'était (Michael était complice). Mais à leur grande surprise, T-Bag les a doublé et est parti avec l'argent. Plus tard, les anciens gardiens Bellick et Geary à la poursuite de l'argent comprennent en interrogeant la propriétaire qu'ils doivent suivre T-Bag.
Ce dernier se rend à l'adresse de son ex fiancée Susan Hollander, non sans avoir rangé le sac d'argent dans une consigne. Mais il trouve la maison vide et se retrouve séquestré par les gardiens qui réussissent à localiser l'argent non sans livrer le fugitif aux policiers. Alors que T-Bag réussit à s'enfuir, les gardiens récupèrent l'argent dans la consigne, mais Bellick est doublé par Geary qui l'assomme et lui vole son portefeuille. Mais plus tard, Geary reçoit une macabre visite de T-Bag à son hôtel (en charmante compagnie) qui l'a retrouvé en ayant caché une balise de géolocalisation dans le sac et le tue. Toutes les preuves se tournent contre Bellick qui est arrêté et incarcéré à Fox River pour ce meurtre.
Après avoir retrouvé Susan Hollander, T-Bag se rend compte que celle-ci veut la laisser tranquille et prend l'identité d'un psychiatre pour prendre l'avion en direction du Mexique dans le projet de rallier la Thaïlande. Mais il est contraint de mettre son sac d'argent dans la soute, ce qui lui causera des désagréments à l'aéroport de Mexico en perdant son sac et doit s'enfuir après avoir agressé le personnel. Sucre ayant appris la nouvelle aux informations n'oubliera pas d'informer Bellick qui était venu le capturer. Tous deux se mettent à la poursuite de T-Bag. Celui-ci réussit à récupérer son sac, mais manque de se faire capturer par Bellick et Sucre. T-Bag se retrouve par la suite arrêté pour le meurtre d'une prostitué à Mexico. Pourtant, le Cartel le fait libérer et l'envoie au Panama. Sucre et Bellick le suivent jusque là-bas.
Au Panama, Mahone et le Cartel tendent un piège à Michael en se servant de T-Bag qui est arrivé là-bas avec deux gardes du corps du Cartel. Mais Michael retrouvent Sucre et Bellick et vont tomber dans un piège macabre. T-Bag les enferme dans une pièce avec un cadavre de prostitué pour les livrer à la police. Bellick, blessé à la jambe, est arrêté pour ce meurtre, tandis que Michael et Sucre qui ont réussi à s'en sortir capturent T-Bag. Ce dernier réussit à prendre la fuite avec l'argent en blessant gravement Sucre, mais Michael réussit à le neutraliser et à le livrer aux autorités. L'argent est en possession de Michael.
Mais Mahone détient Lincoln en otage et exige que Michael lui livre son bateau et l'argent de Charles. Michael va rencontrer un trafiquant de drogue local pour acheter une importante cargaison de drogue dans le but de piéger Mahone en la cachant dans le bateau et un nouveau bateau pour deux millions de dollars. Le lendemain, la rencontre avec Mahone dégénère, les deux frères réussissent à s'enfuir, tandis que Mahone s'enfuit avec le bateau. Mais celui-ci sera arrêté pour trafic de drogue comme prévu dans le plan de Michael. Les deux frères arrivent au nouveau bateau où ils retrouvent Sara dessus avec des bonnes nouvelles qu'ils partagent. Mais à ce moment-là arrive l'agent Kim du Cartel venu capturer les deux frères. Lincoln tente de le payer avec l'argent de Charles, mais Kim jette le sac dans l'eau avant d'être abattu par Sara. Ainsi disparait définitivement l'argent de Charles Westmoreland.

## Physique et Personnalité

### Physique
Charles Westmoreland est un homme âgé portant une moustache grisonnante. Sa condition physique semble bonne et il est l'un des seuls personnages principaux de la série à ne jamais se battre, sauf contre Bradley Bellick lorsque ce dernier à découvert le trou servant à l'évasion des huit de Fox River (épisode Sans retour).
Sa condition physique décline à partir de cette bagarre. Pendant celle-ci, Wesmoreland s'écrase contre un bout de verre qui lui transperce l'abdomen. Il décéde des suites de cette blessures alors qu'il est sur le point de s'évader, le manque de soin l'ayant condamné  (épisode Le Grand Soir).

### Personnalité
Charles Westmoreland se fait remarqué par sa grande sérénité ainsi que par son calme extrême. Il est résolu à son sort et refuse de nombreuses fois les propositions de Michael Scofield pour s'évader. Il ne commet pas d'erreur et semble respecté par les autres détenus. Il n'a pas pour autant d'amis ce qui le fais s'attaché à sa chatte, Marylin.
Lorsque Bellick, avec qui Charles entretenait une bonne relation, tue Marylin, Westmoreland ne laisse pas transparaître de colère, ne jetant qu'un regard noir à Bellick. Il décide d'une vengeance froide en mettant le feu à la salle de repos des gardiens à laquelle il a accès en tant que détenu modèle. Il prend soin d'utiliser les cigarettes qu'utilisent Bellick pour que ce dernier soit accusé de négligence.
C'est l'impossibilité de voir sa fille, dont la mort est imminente, qui le pousse à s'intégrer au plan d'évasion de Scofield. Il fait dès lors preuve d'une détermination sans faille pour s'échapper malgré la grave blessure qu'il couve. Alors qu'il est sur le point de mourir, Charles dévoile l'argent qu'il a caché à Michael, qu'il considère comme son ami.

#### Mensonge sur son identité
Alors qu'il est soupçonné par Scofield d'être le mystérieux D. B. Cooper, Westmoreland nie en bloc avant de se raviser et de révéler sa véritable identité à Michael afin que ce dernier l'intègre dans son plan d'évasion. Il s'avère que Charles n'a pas menti puisqu'il révèle avant sa mort la planque de l'argent qu'il avait volée avant son incarcération. L'argent est finalement retrouvé.

### Relation avec les autres personnage

#### Relation avec Michael Scofield
Michael Scofield est le premier à aborder Charles Westmoreland pour lui demander s'il est D. B. Cooper. Charles nie mais se prend d'affection pour Michael. La relation entre les deux hommes s'améliore quand Scofield rapporte à Westmoreland Marylin, sa chatte, dont il est très proche.
Westmoreland, en mettant le feu à la salle de repos de gardiens, permet à Scofield de faire évoluer son plan d'évasion. D'abord réticent, Charles décide d'intégrer le plan d'évasion de Scofield, plus par désespoir concernant sa fille plus que par réelle envie. Élément déterminant, il meurt en délivrant à Michael la planque des cinq millions de dollars qu'il avait volé. Michael est ému à la mort de Charles.

#### Relation avec C-Note
Alors qu'il sont radicalement différents, Charles Westmoreland et Benjamin Miles Franklin construise une relation amicale. Les deux détenus ont en communs la perte et l'envie de revoir leur proche (femme pour C-Note et fille pour Westmoreland). C-Note est le premier à découvrir la blessure de Charles alors que ce dernier la cachait. Franklin est ému à la mort de Westmoreland.

#### Relations avec les autres détenus
Charles Westmoreland est un détenu très calme. En tant qu' "ancien" de Fox River, Charles est un détenu respecté et qui ne se fais jamais invectiver ni embêter. 